# Arctia arabum
Arctia arabum är en fjärilsart som beskrevs av Charles Oberthür 1910. Arctia arabum ingår i släktet Arctia och familjen björnspinnare. Inga underarter finns listade i Catalogue of Life.